# Dia de patriotes
Dia de patriotes (originalment en anglès, Patriots Day) és una pel·lícula de thriller d'acció estatunidenca de 2016 sobre els atemptats de la Marató de Boston de 2013 i la caça terrorista posterior. Dirigida per Peter Berg i escrita pel mateix Berg, Matt Cook i Joshua Zetumer, la pel·lícula està basada en el llibre Boston Strong de Casey Sherman i Dave Wedge. És protagonitzada per Mark Wahlberg, Kevin Bacon, John Goodman, J. K. Simmons i Michelle Monaghan. Marca la tercera col·laboració entre Berg i Wahlberg, després de L'únic supervivent i Deepwater Horizon. El 2022 es va estrenar la versió doblada al valencià per À Punt i al català occidental per TV3. Fins llavors, només s'havia subtitulat al català.
El rodatge principal va començar el 29 de març de 2016, a la ciutat de Nova York, i també es va rodar a Boston, Los Angeles, Nova Orleans i Filadèlfia. La pel·lícula es va estrenar el 17 de novembre de 2016 a l'AFI Fest. Distribuïda per CBS Films a través de Lionsgate, es va estrenar a Boston, Nova York i Los Angeles el 21 de desembre de 2016, seguida d'una expansió general als Estats Units el 13 de gener de 2017. Va rebre crítiques positives per la direcció de Berg i les actuacions del seu repartiment, i va ser escollida per la National Board of Review com una de les deu millors pel·lícules del 2016.
El títol fa referència al Dia dels Patriotes, la festa de l'estat de Massachusetts en què se celebra la Marató de Boston.